# Xucun (köpinghuvudort i Kina, Zhejiang Sheng, lat 30,44, long 120,36)
Xucun är en köpinghuvudort i Kina. Den ligger i provinsen Zhejiang, i den östra delen av landet, omkring 28 kilometer nordost om provinshuvudstaden Hangzhou. Antalet invånare är 118 263. Befolkningen består av 59 172 kvinnor och 59 091 män. Barn under 15 år utgör 14,0 %, vuxna 15-64 år 75 %, och äldre över 65 år 10,0 %.
Xucun är det största samhället i trakten. 
Genomsnittlig årsnederbörd är 1 869 millimeter. Den regnigaste månaden är juni, med i genomsnitt 328 mm nederbörd, och den torraste är november, med 74 mm nederbörd.